# Карагач (Оренбургская область)
Карагач — поселок в Беляевском районе Оренбургской области России. Административный центр Карагачского сельсовета.

## История
В 1966 г. указом Президиума Верховного Совета РСФСР поселок центральной усадьбы совхоза «Беляевский» переименован в Карагач.

## Население
| 2010 |
| ---- |
| 760  |